# ناحیه ویانا دو کاستلو
ناحیه ویانا دو کاستلو (به پرتغالی: Distrito de Viana do Castelo) یک منطقهٔ مسکونی در پرتغال است که در منطقه شمالی واقع شده‌است. منطقه ویانا دو کاستلو ۲٬۲۵۵ کیلومتر مربع مساحت و ۲۵۲٬۰۱۱ نفر جمعیت دارد.